# ウッドフレンズ
株式会社ウッドフレンズ（英: Wood Friends Co., Ltd.）は、愛知県名古屋市に本社を置くデベロッパーである。長谷工コーポレーションの子会社。

## 概要
1982年の設立以来、商品・会社・社会が美しくあるという企業理念「より美しく」のもと、これまでに約14,000戸の住宅を供給。
自社集成材工場を起点とした住宅の製造小売体制が特徴。日本の木質資源を有効活用し、豊かな住環境をつくり、持続可能な循環型経済を実現する、「木質資源カスケード事業」とい事業ビジョンを掲げ、森林資源生産から木材建材加工、住宅の建築販売までを一貫して行っている。
グループ事業として、ゴルフ場運営、ホテル運営、指定管理なども展開している。
2024年5月期（2023年6月1日～2024年5月31日）の販売戸数は810戸、売上高は33,221百万円。

## 沿革
- 1982年（昭和57年） - 「株式会社ウッドフレンズ」として設立。
- 1986年（昭和61年） - 不動産販売（分譲住宅販売）開始。
- 1991年（平成3年）　- マンション建設販売 開始。
- 2000年（平成12年）
  - 店頭市場に登録（現・東証スタンダード）
  - 宅地建物取引業者免許を建設大臣免許に変更（現・国土交通大臣免許）。
- 2001年（平成13年） - 建設業許可を特定建設業に変更。
- 2004年（平成16年） - 森林公園ゴルフ場の運営事業者に選定（愛知県初のPFI事業者）。
- 2005年（平成17年） - 子会社 森林公園ゴルフ場運営株式会社 設立。
- 2006年（平成18年） - 子会社 株式会社リアルウッドマーケティング 設立。
- 2007年（平成19年）
  - 株式会社フジ商会（現：株式会社プロパティウッド）を子会社化。
  - 森林公園ゴルフ場 リニューアルオープン。
- 2009年（平成21年）
  - 子会社 株式会社フォレストノート 設立。
  - 名古屋市中区（現：本店所在地）に本社を移転
- 2011年（平成23年）
  - 愛知県森林公園 指定管理者として運営開始。
  - 東京支店 開設。
  - 岐阜工場 開設。
  - 住みかえSHOP栄スタジオ開設。
- 2013年（平成25年） - 愛知県より愛知県森林公園ゴルフ場の命名権を取得し、翌4月よりウッドフレンズ森林公園ゴルフ場の愛称を付与[1]。
- 2015年（平成27年）- ニホンのくらし 名古屋東展示場 開設。
- 2016年（平成28年）- ビルナカ材木屋 開設。
- 2017年（平成29年） - 名古屋港ゴルフ倶楽部の運営事業者に選定
- 2018年（平成30年）
  - 名古屋証券取引所第二部（現：名古屋証券取引所 メイン市場）に上場。
  - 名古屋港ゴルフ倶楽部 命名権取得「ウッドフレンズ名古屋港ゴルフ倶楽部」
  - ウッドフレンズ名古屋港ゴルフ倶楽部 オープン
- 2019年（令和元年）
  - 豊橋支店 開設。
  - HOTEL WOOD 高山 オープン。
- 2020年（令和2年）
  - 岐阜支店 開設。
  - 岐阜第２工場 開設。
- 2021年（令和3年）
  - 新家族展示場オープン。
  - 岐阜工場第３工場 開設
  - オリジナル木製サッシ「WINDOW WOOD」の生産開始。
- 2022年（令和4年）
  - 地球世代展示場オープン。
  - 岐阜県高山市の自社林で山林事業を開始。
- 2023年（令和5年）
  - 刈谷展示場オープン。
- 2024年（令和6年）
  - 持株会社体制に移行。
  - 株式会社ウッドコンストラクション 設立。
  - 株式会社ランバーランド 設立。
- 2025年（令和7年）
  - 6月 株式会社長谷工コーポレーションが株式公開買付けにより議決権所有割合ベースで90.38%の株式を取得[2]。
  - 7月 東京証券取引所スタンダード市場並びに名古屋証券取引所メイン市場上場廃止。

## 事業所
- 本社 - 愛知県名古屋市中区
- 豊橋支店 - 愛知県豊橋市
- 岐阜支店 - 岐阜県養老郡養老町
- 岐阜工場 第１工場 - 岐阜県養老郡養老町
- 岐阜工場 第２工場 - 岐阜県養老郡養老町
- 岐阜工場 第３工場 - 岐阜県大垣市
- 名古屋東展示場（ニホンのくらし展示場・新家族展示場・地球世代展示場） - 名古屋市守山区
- HOTEL WOOD 高山 - 岐阜県高山市

## 関係会社
連結子会社
- 森林公園ゴルフ場運営株式会社
- 株式会社リアルウッドマーケティング
- 株式会社プロパティウッド
- 株式会社フォレストノート
- 株式会社ウッドコンストラクション
- 株式会社ランバーランド